# Ordre de bataille lors de la campagne de Pologne (1939)
Pour les articles homonymes, voir Campagne de Pologne.
Ce qui suit est l'ordre de bataille des armées polonaise et allemande la veille de l'invasion de la campagne de Pologne.

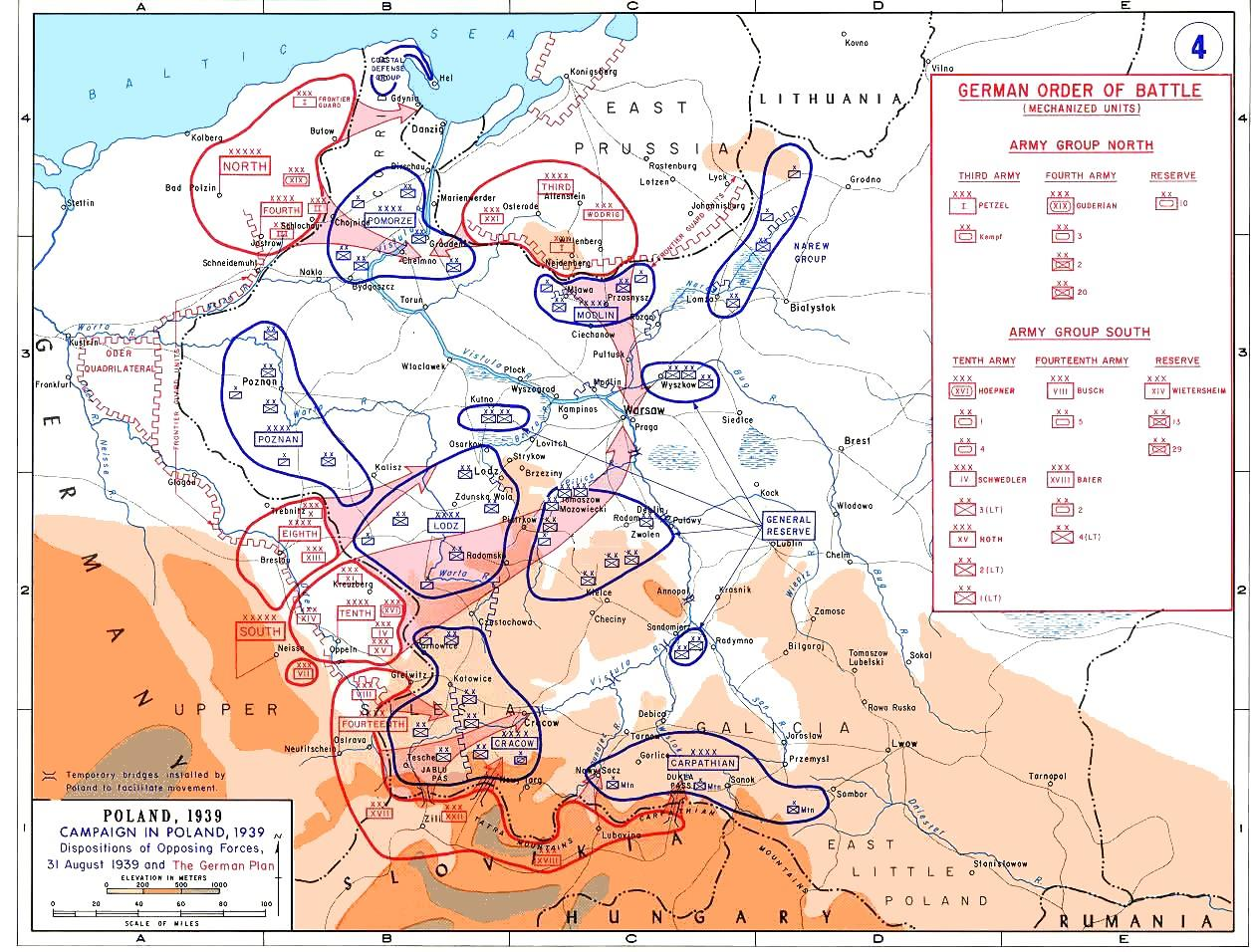
Situation des troupes terrestres Polonaises et Allemandes au 31 août 1939. Rouge = Allemagne. Bleu = Pologne. Les flèches représentent le plan d'invasion allemand et non pas les opérations durant la guerre.

## Armée polonaise
Au 1er septembre 1939, l'ordre de bataille de l'armée polonaise était le suivant : 26 divisions d'infanterie, une division motorisée, 8 brigades de cavalerie, 3 brigades de montagne et 56 bataillons de défense territoriale. L'aviation militaire polonaise était composée de 158 chasseurs PZL P.11 et PZL P.7, de 114 bombardiers/reconnaissance PZL.23 Karaś, 36 bombardiers moyens PZL.37 Łoś, 120 monoplans d'observation et 12 avions de transport Fokker.

### Armée du Narew
Cette armée commandée par le général Miot-Fijalkowski est basée, sur la frontière nord est avec la Prusse, sur la rivière Narew entre Suwałki, Białystok et la rivière Bug.
- 18e Division d'infanterie
- 33e Division d'infanterie
- Brigade de cavalerie Souwalki
- Brigade de cavalerie Podlaska

### Armée de Modlin
Cette armée commandée par le général Emil Krukowicz-Przedrzymirski (Emil Karol Przedrzymirski de Krukowicz) est basée, sur la frontière nord avec la Prusse, entre la rivière Narew et Modlin face à la 3e Armée allemande.
- 8e Division d'infanterie
- 20e Division d'infanterie
- Brigade de cavalerie Mazovie
- Brigade de cavalerie Nowogrod

### Armée de Pomérélie
Cette armée commandée par le général Władysław Bortnowski est basée, dans le corridor de Dantzig (en Poméranie orientale), face aux 3e et 4e Armées allemandes.
- 4e Division d'infanterie
- 9e Division d'infanterie
- 15e Division d'infanterie
- 16e Division d'infanterie
- 27e Division d'infanterie
- Brigade de cavalerie Pomérélie

### Armée de Poznań
Cette armée commandée par le général Kutrzeba est basée, sur la frontière ouest avec l’Allemagne, sur la rivière Warta et les villes de Gniezno et Poznań face aux 4e et 8e Armées allemandes.
- 14e Division d'infanterie
- 17e Division d'infanterie
- 25e Division d'infanterie
- 26e Division d'infanterie
- Brigade de cavalerie Grande Pologne
- Brigade de cavalerie Podolie

### Armée de Łódź
Cette armée commandée par le général Juliusz Rómmel est basée, sur la frontière sud-ouest avec l’Allemagne, dans les régions de Łódź et Wieluń, face à la 10e Armée allemande.
- 2e Division d'infanterie
- 10e Division d'infanterie
- 28e Division d'infanterie
- 30e Division d'infanterie
- Brigade de cavalerie Confins
- Brigade de cavalerie Wolhynie

### Armée de Cracovie
Cette armée commandée par le général Antoni Szylling est basée, sur la frontière sud avec l’Allemagne et la Slovaquie, dans les régions de Cracovie et Częstochowa, face aux 10e  et 14e Armées allemandes.
- 6e Division d'infanterie
- 7e Division d'infanterie
- 21e Division d'infanterie
- 23e Division d'infanterie
- 45e Division d'infanterie
- 55e Division d'infanterie
- Brigade de cavalerie Cracovie

### Armée des Carpates
Cette armée commandée par le général Kazimierz Fabrycy est basée sur la frontière sud est avec la Slovaquie, dans la région des Carpates entre la Vistule et la San et la ville de Przemyśl face à la 14e Armée allemande.
- 11e Division d'infanterie
- 24e Division d'infanterie
- 38e Division d'infanterie
- 2e Brigade de montagne
- 3e Brigade de montagne

### Armée de Prusse
Cette armée commandée par le général Stefan Dab-Biernacki est basée, en réserve, au centre de la Pologne dans les régions de Piotrkow, Dęblin et Góra Kalwaria.
- 3e Division d'infanterie
- 12e Division d'infanterie
- 13e Division d'infanterie
- 19e Division d'infanterie
- 29e Division d'infanterie
- 36e Division d'infanterie
- Brigade de cavalerie Wilna
- 3e Division motorisée

### Groupement Piskor
Ce groupement est basé, en réserve, au centre de la Pologne dans les régions de Dęblin, Góra Kalwaria et Brest-Litowsk entre la Vistule et le Bug. Il est commandé par le général Tadeusz Piskor.
- 39e Division d'infanterie
- 3e Brigade blindée Varsovie

### Groupement Wyskow
Ce groupement commandé par le général Stanislaw Skwarczinski est basé, en réserve, au centre de la Pologne au nord de Varsovie.
- 1re Division d'infanterie
- 35e Division d'infanterie
- 41e Division d'infanterie

### Divisions indépendantes
- 5e Division d'infanterie  vers Kutno
- 44e Division d'infanterie  vers Kutno
- 22e Division d'infanterie  vers Przemyśl
- 38e Division d'infanterie  vers Przemyśl

## Armée allemande[1]

### Luftwaffe
L'armée de l'air allemande mettait en œuvre sur le front polonais, 718 bombardiers multimoteurs, 307 bombardiers en piqué, 523 avions de chasse, 400 avions de reconnaissance et un grand nombre de trimoteurs Junkers Ju 52.

### Heeresgruppe Nord
Ce groupe d'armée commandée par le général Fedor von Bock a pour mission la prise du corridor de Dantzig.

#### 4earmée
Cette armée est commandée par le général Hans Günther von Kluge; elle est basée à l'ouest de la Poméranie.
- Grz.Sch.Abschn. Kdo. 2

- Grz.Sch.Abschn. Kdo. 12 (Fest. Kdtr. Küstrin)

- IIIe corps commandé par le général Curt Haase
  - 50e division d'infanterie dirigée par le général Konrad Sorsche
  - Brigade Netze dirigée par le général Eccard Freiherr von Gablenz

- IIe corps commandé par le général Adolf Strauß
  - 3e division d'infanterie dirigée par le général Walther Lichel
  - 32e division d'infanterie dirigée par le général Franz Böhme

- XIXe corps d'armée motorisé : Heinz Guderian
  - 2e division d'infanterie motorisée Paul Bader
  - 20e division d'infanterie motorisée Moritz von Wiktorin Hainburg
  - 3e division blindée Leo Geyr von Schweppenburg

- Grz.Sch.Abschn. Kdo. 1

- Réserves de la 4e armée
  - 23e division d'infanterie commandée par le général Walter Graf von Brockdorff-Ahlefeldt.
  - 218e division d'infanterie commandée par le général Woldemar Freiherr Grote

#### 3earmée
Cette armée dirigée par le général Georg von Küchler est basée à l'est de la Prusse
- Gem. Verband Danzig.

- Grz.Wa. Abschn. 1

- Gruppe Oberst Meden

- XXI Corps commandé par le général Nikolaus von Falkenhorst
  - 21e division d'infanterie commandée par le général Hans-Kuno von Both.
  - 228e division d'infanterie commandée par le général Hans Suttner.

- I Corps commandé par le général Walter Petzel.
  - Division blindée Kempf dirigée par le général Werner Kempf.
  - 11e division d'infanterie dirigée par le général Max Bock.
  - 61e division d'infanterie dirigée par le général Siegfried Haenicke.

- Gen.Kdo. z.b.V. dirigée par le général Albert Wodrig (cette unité improvisée deviendra en octobre le XXVI Corps).
  - 1re division d'infanterie commandée par le général Joachim von Kortzfleisch.
  - 12e division d'infanterie dirigée par le général Ludwig von der Leyen.
  - Grz.Wa.Absch. 31

- 1re brigade de cavalerie commandée par le général Kurt Feldt.

- Gruppe Brand dirigée par le général Fritz Brand.
  - Fest. Tr. Loetzen dirigée par le général Offenbacher.
  - Brigade Goldap commandée par le général Notle.
  - Grz. Wa. Absch. 41
  - Grz. Wa. Absch. 61

- Réserves de la 3e armée
  - 217e division d'infanterie commandée par le général Richard Baltzer.
  - Grz.Schn.Abschn.Kdo. 15

### Heeresgruppe Süd
Ce groupe d'armée est dirigée par le général Gerd von Rundstedt. L'objectif de ce groupe d'armée est la Silésie puis Varsovie.

#### Réserves du groupe d'armée
- 62e division d'infanterie commandée par le général Walter Keiner.
- 213e division d'infanterie commandée par le général René l'Homme de Courbière.
- 221e division d'infanterie commandée par le général Johann Pflugbeil.

- VIIe corps, commandé par le général Eugen Ritter von Schobert est en réserve au début de la campagne.
  - 27e division d'infanterie commandée par le général Friedrich Bergmann.
  - 68e division d'infanterie commandée par le général Georg Braun.

- Unité arrivée durant la campagne.
  - 1re division de montagne commandée par le général Ludwig Kübler.

#### 8earmée
Cette armée est commandée par le général Otto von Colinburg-Bodigheim. Elle est basée au nord de la Silésie.
- Grz.Sch.Abschn.Kdo. 13

- Grz.Sch.Abschn.Kdo. 14

- Xe corps commandé par le général Wilhelm Ulex.
  - 24e division d'infanterie commandée par le général Friedrich Olbricht.

- XIII Corps dirigé par le général Maximilian Reichsfreiherr von Weichs.
  - 10e division d'infanterie dirigée par le général Conrad von Cochenhausen.
  - 17e division d'infanterie dirigée par le général Herbert Loch.
  - Régiment d'infanterie SS motorisée "Leibstandarte Adolf Hitler" commandée par le général Sepp Dietrich.

- En réserve: 30e division d'infanterie commandée par le général Kurt von Briesen.

#### 10earmée
La 10e armée est commandée par le général Walter von Reichenau. Elle est basée au sud de la Silésie.
- XIe corps commandé par le général Emil Leeb.
  - 18e division d'infanterie commandée par le général Friedrich-Karl Cranz.
  - 19e division d'infanterie commandée par le général Günther Schwantes.

- XVI corps commandé par le général Erich Hoepner.
  - 1re division de Panzer commandée par le général Rudolf Schmidt.
  - 14e division d'infanterie commandée par le général Peter Weyer.
  - 31e division d'infanterie commandée par le général Rudolf Kämpfe.
  - 4e division de Panzer commandée par le général Georg-Hans Reinhardt.

- IVe corps commandé par le général Viktor von Schwedler.
  - 4e division d'infanterie commandée par le général Eric Hansen.
  - 46e division d'infanteire commandée par le général Paul von Hase.

- XVe corps commandé par le général Hermann Hoth.
  - 2e division légère commandée par le général Georg Stumme.
  - 3e division légère commandée par le général Adolf Kuntzen.

- XIVe corps commandé par le général Gustav Anton von Wietersheim.
  - 13e division motorisée commandée par le général Moritz von Faber du Faur.
  - 29e division motorisée commandée par le général Joachim Lemelsen.

- Réserves de la 10e armée
  - 1re division légère commandée par le général Friedrich-Wilhelm von Löper.

#### 14eArmée
La 14e armée est commandée par le général Wilhelm List et est basée en Moravie (Slovaquie).
- VIIIe corps commandé par le général Ernst Busch.
  - 5e division de Panzer commandée par le général Heinrich von Viettinghoff-Scheel. Elle comprend la 8e brigade de Panzer et la 5e brigade de fusiliers motorisée.
  - 8e division d'infanterie commandée par le général Rudolf Koch-Erpach. Elle comprend les 28e, 38e et 84e régiments d'infanterie.
  - 28e division d'infanterie commandée par le général Hans von Obstfelder. Elle comprend les 7e, 49e et 83e régiments d'infanterie.
  - 239e division d'infanterie commandée par le général Ferdinand Neuling. Elle comprend les 327e, 372e et 444e régiments d'infanterie.
  - Régiment d'infanterie SS motorisée Germania commandée par le général Karl Maria Demelhuber.

- XVIIe corps commandé par le général Werner Kienitz.
  - 7e division d'infanterie commandée par le général Eugen Ott. Elle comprend les 19e, 61e et 62e régiments d'infanterie.
  - 44e division d'infanterie commandée par le général Albrecht Schubert. Elle comprend les 131e, 132e et 134e régiments d'infanterie.
  - 45e division d'infanterie commandée par le général Friedrich Materna. Elle comprend les 130e, 133e et 135e régiments d'infanterie.

- XVIIIe corps commandé par le général Eugen Beyer.
  - 2e division de Panzer commandée par le général Rudolf Veiel. Elle comprend la 2e brigade blindée et la 2e brigade de fusiliers motorisée.
  - 4e division légère commandée par le Dr. Alfred Ritter von Hubicki. Elle comprend le 33e régiment blindé et la 9e brigade de fusiliers.
  - 3e division de montagne commandée par le général Eduard Dietl. Elle comprend les 138e et 139e régiments de montagne.

## Armée slovaque
- Armée de campagne slovaque Bernolák (Slovenská Poľná Armáda skupina "Bernolák")
  - Général Ferdinand Čatloš.
    - 1re division d'infanterie slovaque commandée par le général Antonin Pulanich.
    - 2e division d'infanterie slovaque commandée par le colonel (plus tard, général) Alexandr Čunderlik.
    - 20e division d'infanterie slovaque commandée par le général Augustin Malar.
    - Autres troupes commandées par le colonel Ivan Imru.